# Electronic Communications in Probability
Pour les articles homonymes, voir ECP.
Electronic Communications in Probability est une revue scientifique revue par les pairs en libre accès et publiée par l'Institut de statistique mathématique et la Société Bernoulli pour la statistique mathématique et les probabilités. Le rédacteur en chef est depuis 2018 Giambattista Giacomin, de l'Université Paris-Diderot, qui succède à Sandrine Péché (de 2015 à 2018). Il contient de courts articles portant sur la théorie des probabilités, tandis que la revue sœur, l'Electronic Journal of Probability, publie des documents de fond et partage le même comité de rédaction, mais avec un autre rédacteur en chef.